# Bugatti Bolide
La Bugatti Bolide est un prototype d'hypercar non homologuée pour la route du constructeur automobile français Bugatti, concurrente des Lamborghini Essenza SCV12 ou Ferrari FXX K. La livraison des véhicules devrait avoir lieu en 2024, pour un prix unitaire de quatre millions d'euros.

## Présentation
La Bugatti Bolide est annoncée par le constructeur le 23 octobre 2020 par une image sur le web accompagnée du message « et si… ? » surplombant le chiffre « 0,67 ».
La Bugatti Bolide est officiellement présentée le 28 octobre 2020. Le chiffre « 0,67 » se révèle être le rapport poids/puissance du véhicule, soit de 0,67 kg/ch. En effet, la Bolide propose 1 600 ch (Les 1 850 annoncés seront disponibles seulement avec un carburant spécifique) pour un poids de 1 240 kg. Mais avec les normes de sécurité conformes à la réglementation FIA, d'après un communiqué de Bugatti, cette automobile pèserait 1 450 kg, donc le rapport poids puissance serait ramené à 0,91 kg/ch, ou 0,79 kg/ch pour 1 850 ch.
Selon la firme de Molsheim, le concept car Bolide est la réponse à la question « Que se passerait-il si Bugatti construisait une hypercar de piste, en suivant les règles de la FIA ? »[réf. nécessaire].
D'après les simulations de Bugatti, la Bolide serait capable d'effectuer le tour du circuit des 24 Heures du Mans en 3 min 7 s 1 et celui du Nürburgring en 5 min 23 s 1. Ces informations n'ont pas été modifiées à la suite du changement des informations sur le poids de l'hypercar.

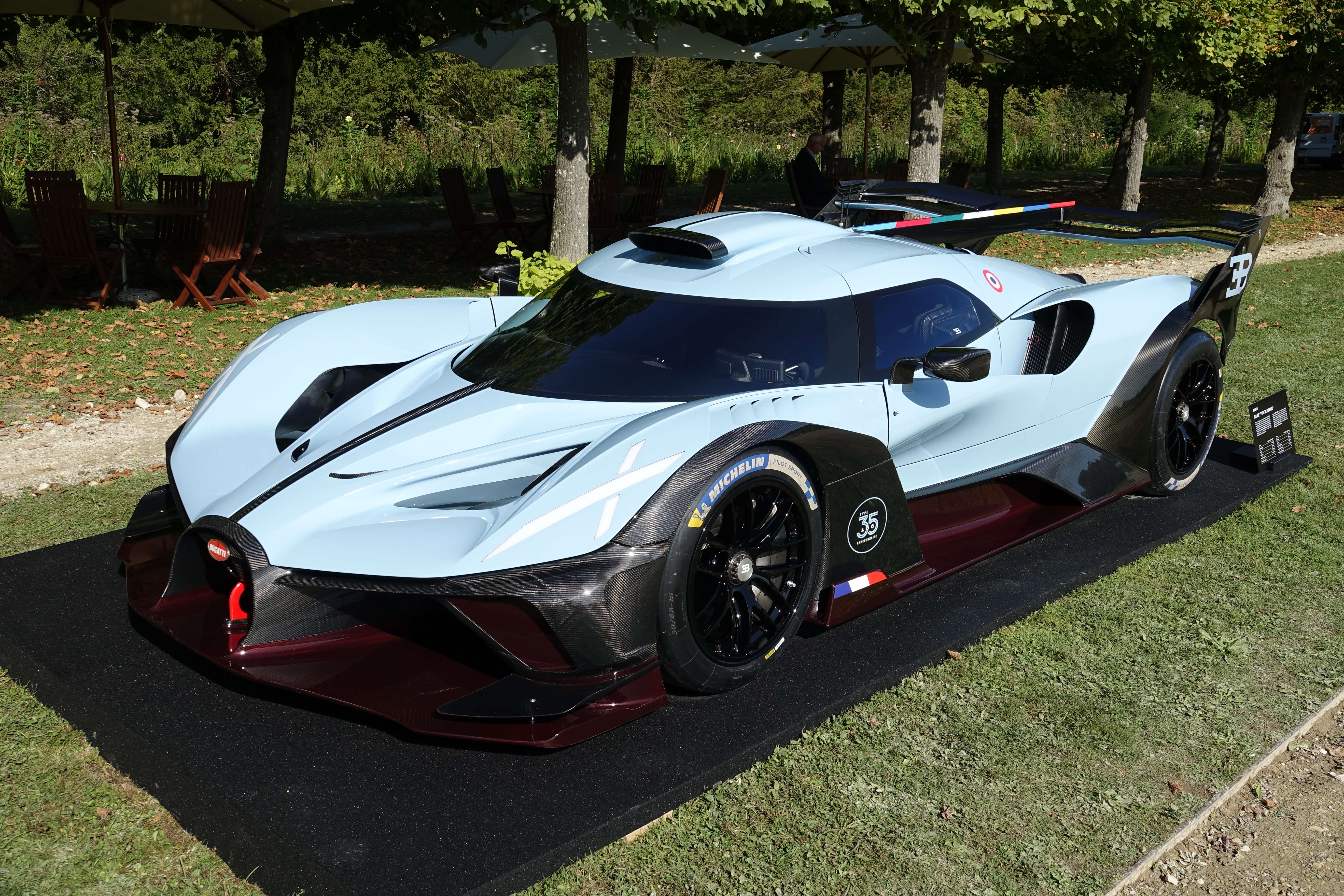
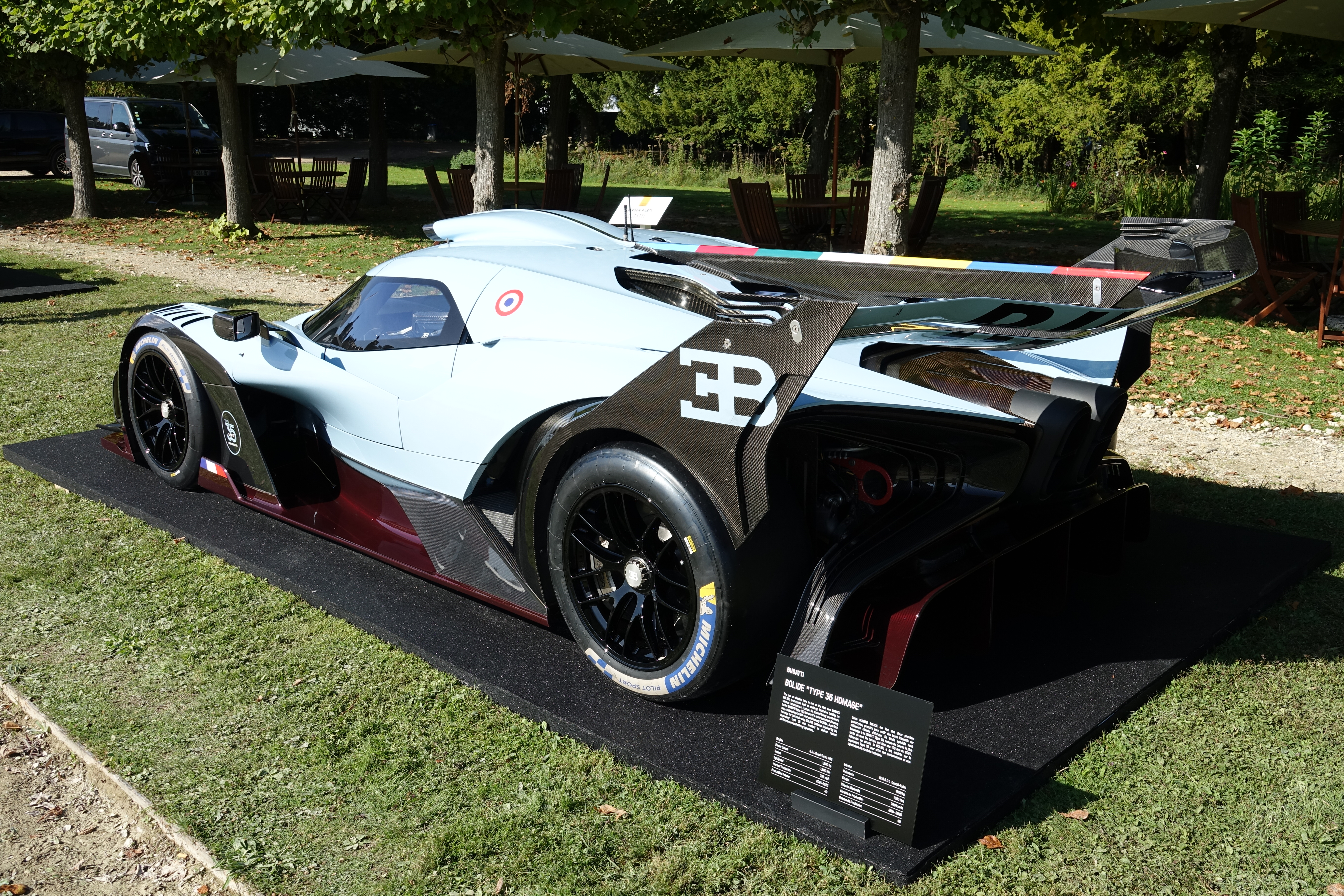

## Caractéristiques techniques
| Version                 | Bolide Concept                 | Bolide                         |
| Années de production    | 2020                           | 2023—                          |
| Production totale       | 1 exemplaire                   | 40 exemplaires                 |
| Prix de base            | 4 000 000 €                    | 4 000 000 €                    |
| Type de production      | Concept car                    | Voiture d'exception            |
| Classe                  | Hypercar non homologuée route  | Hypercar non homologuée route  |
| Énergie                 | Essence                        | Essence                        |
| Moteur(s)               | W16 8.0 L Turbo                | W16 8.0 L Turbo                |
| Position du moteur      | Longitudinale centrale arrière | Longitudinale centrale arrière |
| Puissance Maximale      | 1850 ch                        | 1600 ch                        |
| Couple Maximal          | 1850 Nm                        | 1600 Nm                        |
| Transmission            | Intégrale                      | Intégrale                      |
| Boîte de vitesses       | Automatique à 7 rapports       | Automatique à 7 rapports       |
| Vitesse maximale        | +500 km/h                      | 380 km/h                       |
| 0 à 100 km/h            | 2,2 s                          | 2,2 s                          |
| 0 à 200 km/h            | 4,4 s                          | 5,4 s                          |
| 0 à 300 km/h            | 7,3 s                          | 11,5 s                         |
| Consommation mixte      | ?                              | 23,5 L/100 km                  |
| Emission de CO2         | ?                              | 553 g/km                       |
| Rapport poids/puissance | 0,67 kg/ch                     | 0,91 kg/ch                     |
|                         |                                |                                |
| Carrosserie             | Coupé 2 portes (2 places)      | Coupé 2 portes (2 places)      |
| Portières               | élytres                        | élytres                        |
| Masse à vide            | 1240 kg                        | 1450 kg                        |

Afin d'être conforme aux réglementations de la FIA en matière de sécurité, elle reçoit des baquets avec coque en fibre de carbone, un système automatique d'extinction d'incendie, une compatibilité au système HANS, un dispositif de remorquage, un verrouillage central pour les roues, des vitres légères en polycarbonate et une ceinture de sécurité six-points[réf. nécessaire].
La Bugatti Bolide utilise des matériaux ultralégers pour sa conception avec une monocoque en fibre de carbone, des vis et des éléments de fixation en titane, des parois en alliage de titane imprimés en 3D dont certains d'une épaisseur de seulement 0,5 mm, des freins en céramique ainsi que des jantes en magnésium forgé.
À l'arrière, les feux représentent un immense « X », hommage au Bell X-1, premier avion à franchir le mur du son[réf. nécessaire]. En son centre se regroupent les quatre sorties d'échappement du W16.
L'aérodynamisme de l'hypercar a aussi été amélioré (par rapport à la Bugatti Chiron).

### Motorisation
L'hypercar hérite du moteur de la Bugatti Chiron, le W16 8.0 quadriturbo, dont la puissance est poussée à 1 850 ch (et le couple à 1 850 N m) avec du carburant de compétition à indice d'octane 110, et à 1 600 ch avec du carburant à indice d'octane 98.

## Récompenses
- Plus belle hypercar de l'année 2021 décerné par le Festival automobile international[8].
- Concorso d'Eleganza Design Award For Concept Cars & Prototypes au Concours d'élégance de Villa d'Este 2022[9].